# Sulíkov
Obec Sulíkov se nachází v okrese Blansko v Jihomoravském kraji. Žije zde 314 obyvatel. Obec se skládá ze dvou částí, vlastního Sulíkova a vesnice Vřesice.

## Historie
První písemná zmínka o obci pochází z roku 1374, kdy náležela kunštátskému panství, Jméno obec zřejmě získala po svém zakladateli Sulíkovi. Od roku 1727 obec disponovala vlastní pečetí, v jejímž poli se nacházel obraz sv. Maří Magdalény.

## Pamětihodnosti
- Kostel svaté Maří Magdalény
- pomník Československé republiky s reliéfy T. G. Masaryka a Antonína Švehly
- kříž na návsi

## Galerie

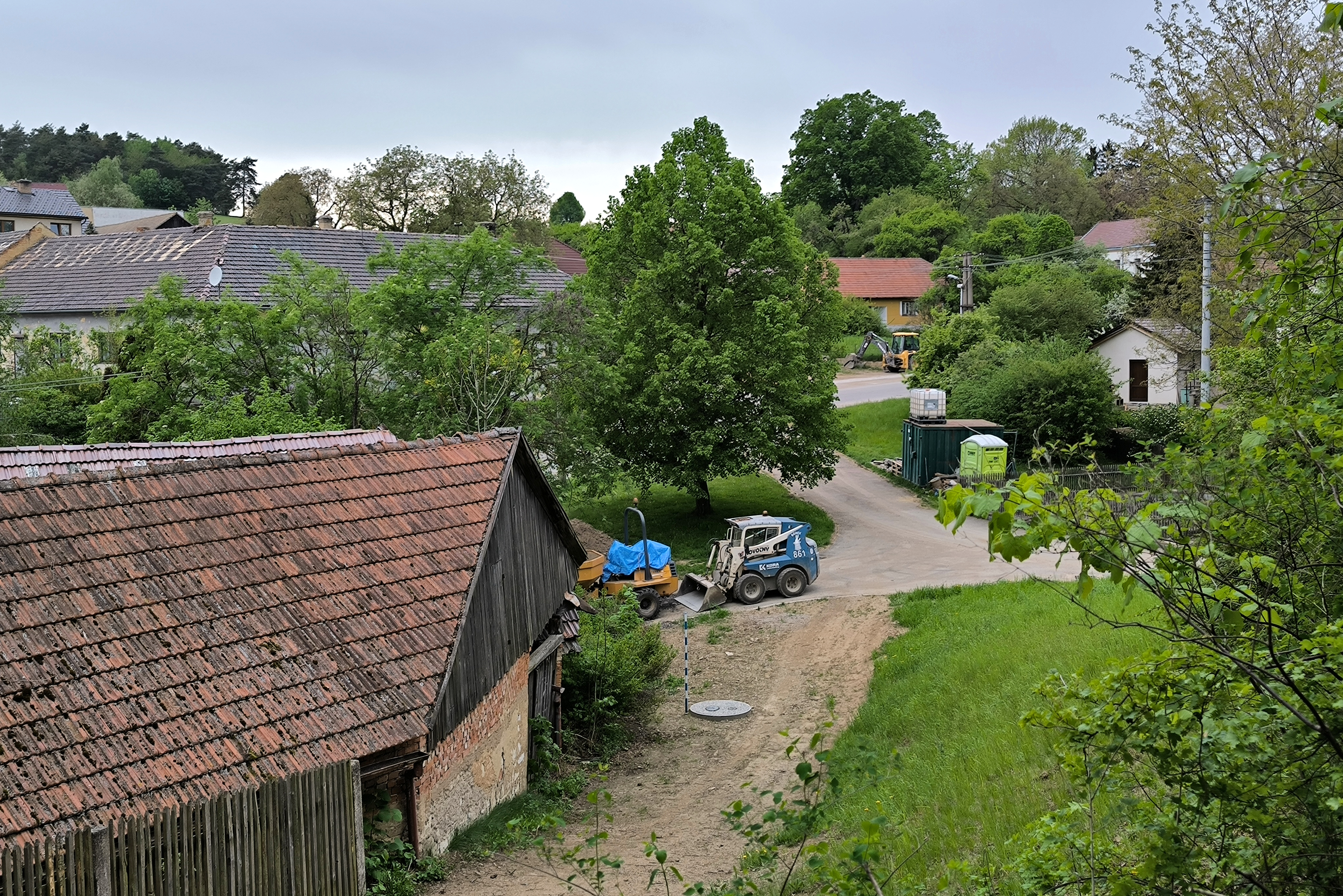
náves
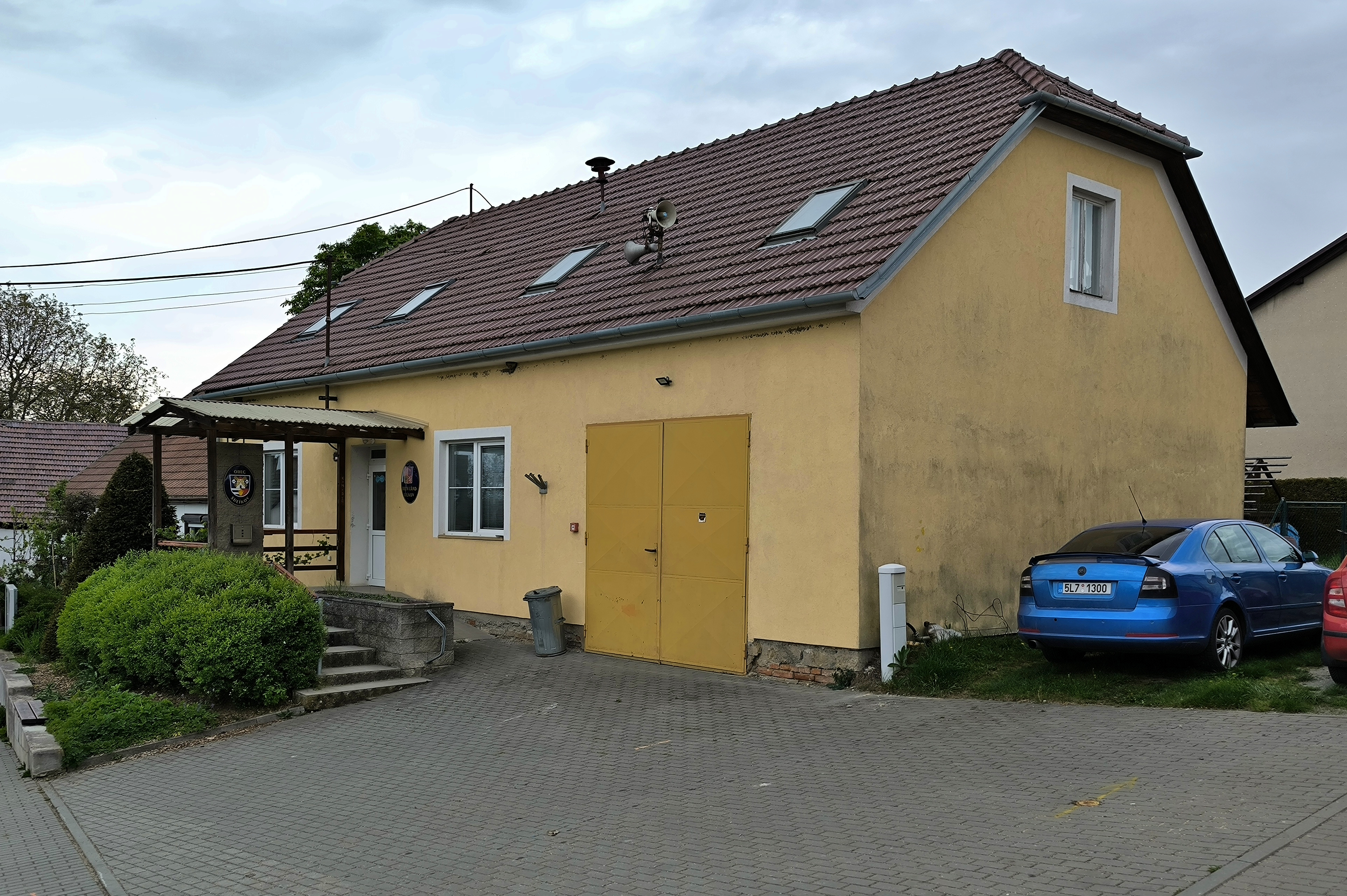
obecní úřad
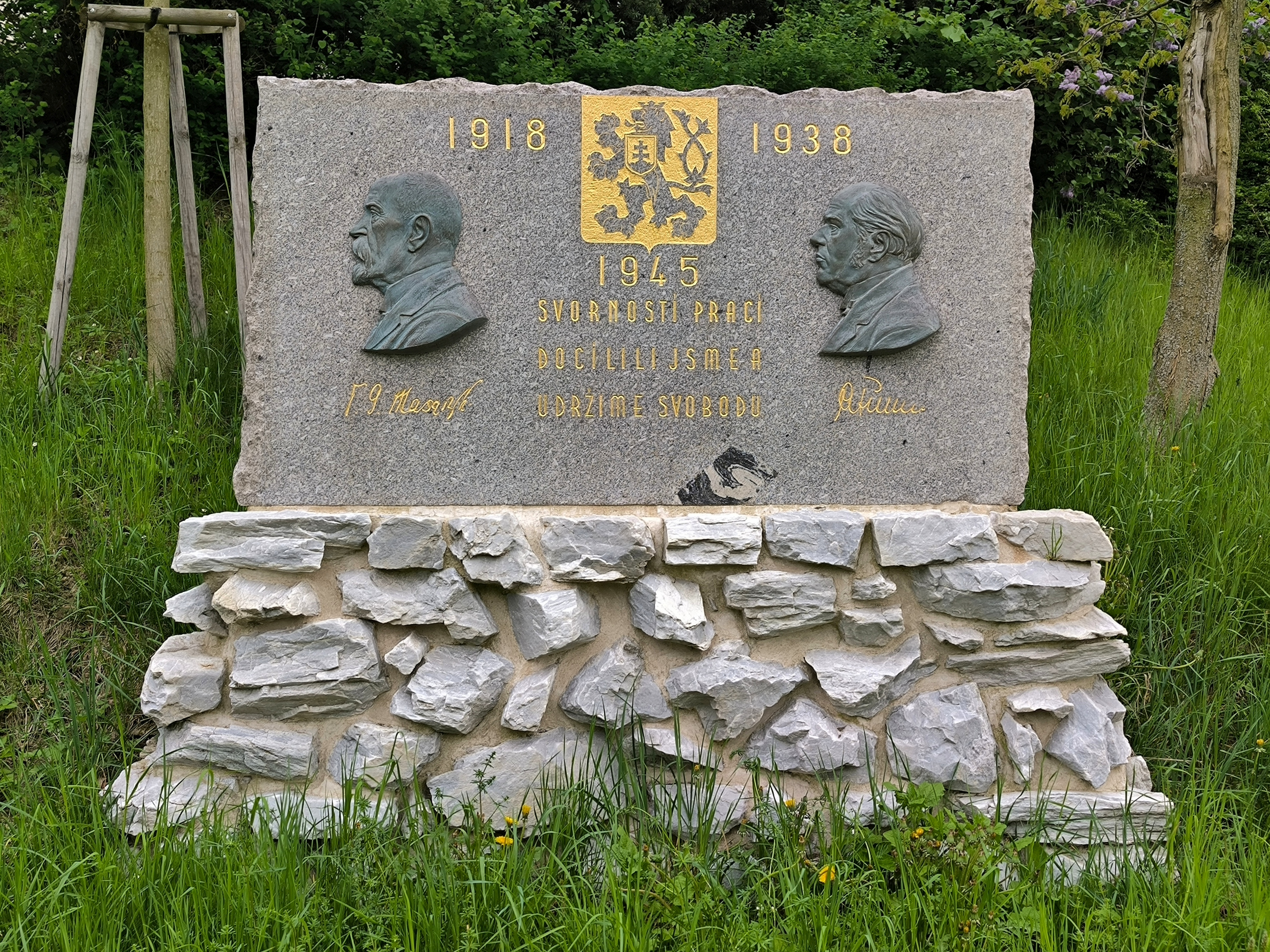
pomník Československé republiky
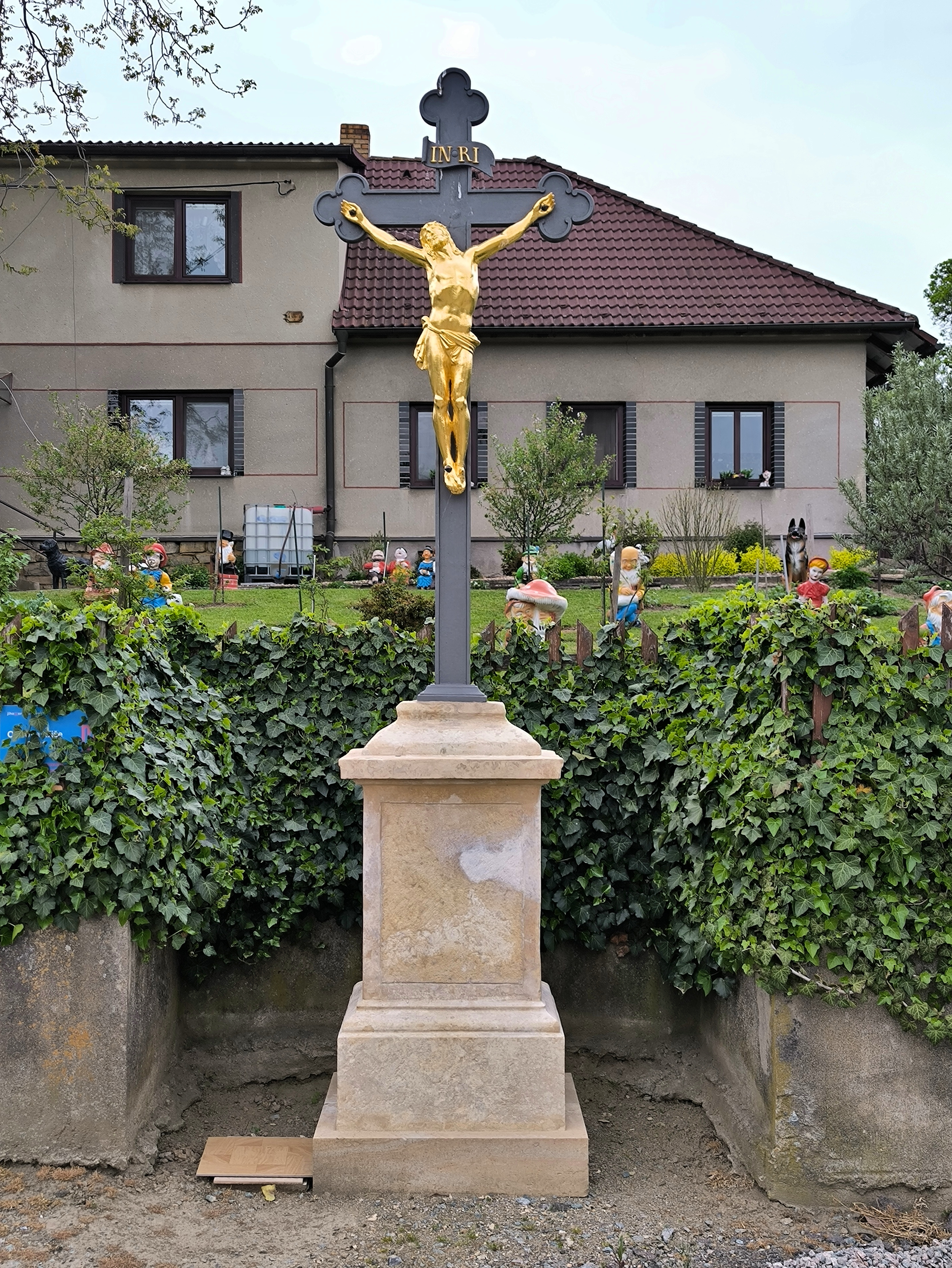
kříž na návsi